# Václav Vlasák (hudebník)
Václav Vlasák (1. února 1955, Hranice) je český hudebník. Vystudoval Střední průmyslovou školu stavební v Lipníku nad Bečvou. Od roku 1983 až do roku 2015 hrál v kapele Citron. S kapelou získal v roce 1988 ocenění Český slavík. Od roku 2015 se objevuje v kapele Limetall. Vlastní historický areál Stará střelnice, který navštívil v roce 1881 císař František Josef I. Zde v roce 2007 otevřel Divadlo Stará střelnice.